# Khawlah Hag-Debsy
Khawlah Hag-Debsy (en hébreu :  חאולה חאג'־דיבסי ; en arabe :  خولة حاج دبسي), est une actrice arabe israélienne de théâtre, de cinéma et de télévision.

## Biographie
Khawlah Hag-Debsy sort diplômée en 1993 de l’école des arts et techniques Seminar Hakibbutzim de Tel Aviv.
Elle joue différents rôles dans les théâtres de langue arabe Al-Midan à Haïfa, Al-Kasaba à Ramallah et Al-Saraya (partie du Arab-Hebrew Theatre) à Jaffa.
Elle participe (organisation et prestations) à des spectacles rassemblant des artistes juifs et arabes d’Israël, en particulier d’ordre musical.
Elle participe à des programmes éducatifs pour enfants à la télévision. Elle enseigne l’art dramatique pendant deux ans dans des  écoles primaires et dispense des formations sur le jeu et le théâtre à des enseignants des écoles maternelles.

## Filmographie
- 2002 : Les Fiancés de Haïfa (Hatzotzra Ba-Vadi : La trompette dans l'Oued)[2],[3] de Lana et Slava Chaplin : Huda
- 2005 : Moses (Moïse, TV), dans la série God's Stories : Myriam
- 2005 : Adam & Eve (TV), dans la série God's Stories : Ève
- 2005 : Une jeunesse comme aucune autre (Karov La Bayit) de Vidi Bilu et Dalia Hager (comme Khawlah Haj-Debsy)
- 2008 : Pour mon père (Sof Shavua B'Tel Aviv : Week-end à Tel Aviv) de Dror Zahavi : Fatma, la mère de Tarek
- 2012 : Alata de Michael Mayer : Hiam Mashrawi (comme Khawlah Haj)
- 2016 : Je danserai si je veux de Maysaloun Hamoud